# نويتكا
نويتكا (بالإنجليزية: Nuitka)‏ هو مترجم من مصدر إلى مصدر يترجم شيفرة مكتوبة ببايثون إلى سي .